# Compsibidion crassipede
Compsibidion crassipede är en skalbaggsart som beskrevs av Martins 1971. Compsibidion crassipede ingår i släktet Compsibidion och familjen långhorningar.
Artens utbredningsområde är Paraguay. Inga underarter finns listade i Catalogue of Life.